# Carisolo
Carisolo (Carisöl in dialetto locale) è un comune italiano di 901 abitanti della provincia autonoma di Trento in Trentino-Alto Adige sito in Val Rendena.

## Geografia fisica

### Territorio
Il paese è in posizione soleggiata, riparato dai venti, all'imbocco della Val di Genova e della Val di Campiglio, ai piedi della Cima Lancia (2 317 m).

## Storia
Il paese è molto caratteristico. Si possono ammirare le fontane di granito e le pitture murali sacre. Carisolo fu più volte devastato da incendi, frane e alluvioni del fiume Sarca. L'incendio, scoppiato alle 5 del mattino del 5 agosto 1790 distrusse il paese nel giro di appena un'ora, causando 6 vittime. Nel 1857 si ricorda che fu l'accorrere degli abitanti di Pinzolo a salvare gran parte del paese da un incendio. Un altro memorabile incendio fu quello del 19 agosto 1873, provocato da un fulmine: dal fuoco si salvarono solo tre case del paese e non furono risparmiate nemmeno la chiesa e il campanile.
Dal 1915, essendo confinante con la Val Genova, vive i duri anni della prima guerra mondiale da protagonista fino al 2 novembre del 1918, giorno in cui gli alpini entrarono in paese. La storia di quegli anni è il cuore del romanzo La penna del Corvo Bianco.
Nel 1928, durante il periodo fascista, il comune di Carisolo insieme a quelli di Giustino e Massimeno, è stato soppresso ed aggregato a quello di Pinzolo. Successivamente, nel 1952 tutti i comuni sono stati ricostituiti e tornati ad essere autonomi. Nel secondo decennio degli anni 2000 ci fu una proposta di creare un nuovo comune, unendo Carisolo, Giustino, e Massimeno però non andata a buon fine.

### Simboli
Lo stemma, approvato con D.G.P. dell'11 ottobre 1979, raffigura una pergamena d'oro, accompagnata in capo da fiori di carice e in basso da un artiglio d'aquila.
Il gonfalone, adottato dall'amministrazione comunale con deliberazione n. 67 dd. 5 novembre 1979 e approvato con D.G.P. del 14 dicembre 1979 n. 7669/5-B, è un drappo rettangolare di giallo, il lato inferiore terminante con cinque code, caricato al centro dello stemma comunale contornato dall'iscrizione "Comune di" in alto, e "Carisolo" in basso.

## Monumenti e luoghi d'interesse

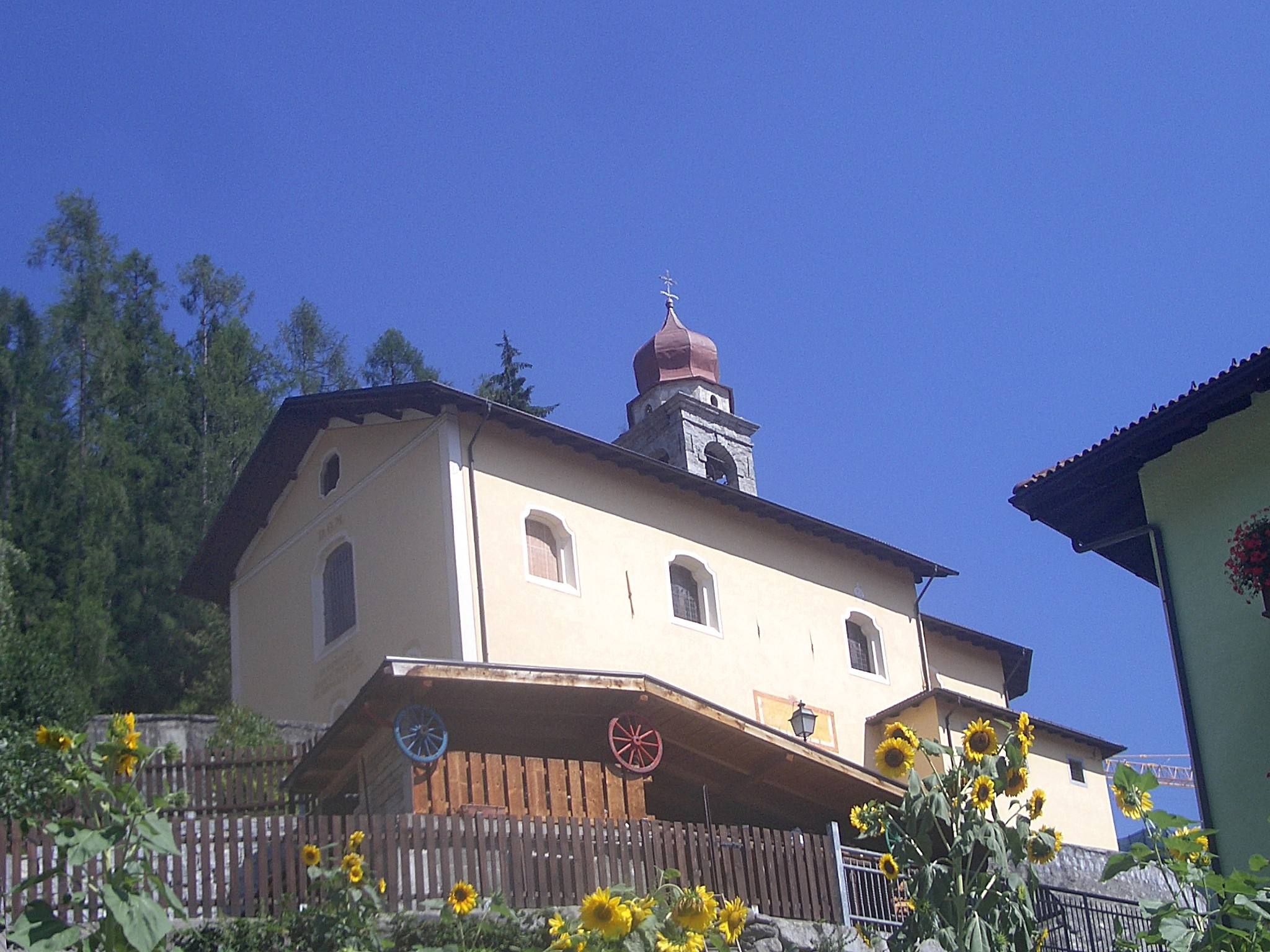
Chiesa di San Nicolò.

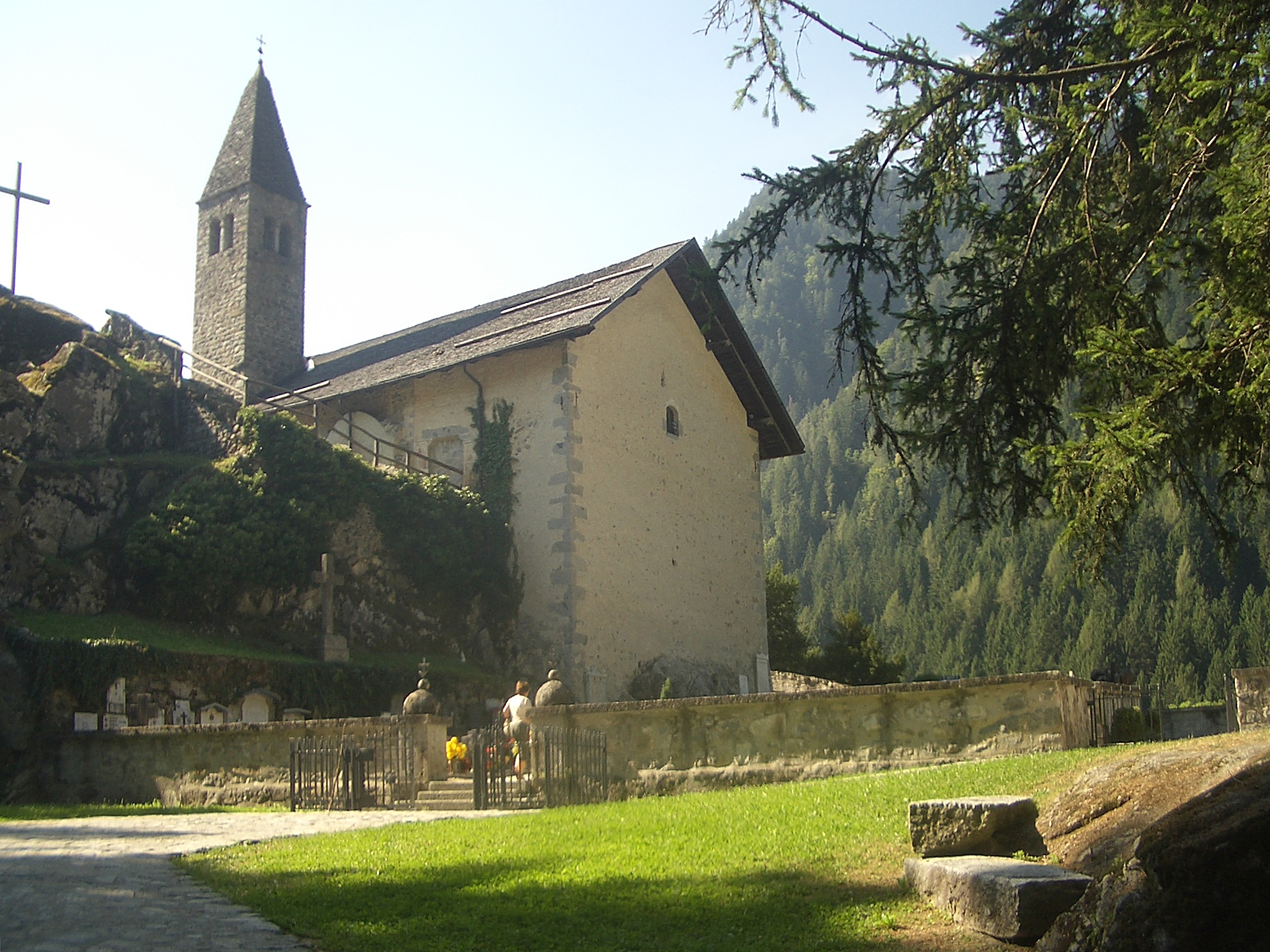
Chiesa di Santo Stefano

### Architetture religiose
- Chiesa di San Nicolò, chiesa parrocchiale.
- Chiesa di Santo Stefano. Uno dei monumenti storici più importanti che si trova a Carisolo è la chiesa di Santo Stefano, situata appena sopra il paese, a quota 862 m. La chiesa sorge su uno sperone di roccia all'imbocco della Val Genova, una vallata alpina lunga circa 20 km. Dall'alto della roccia accanto alla chiesa, dove attualmente sorgono le tre croci di un Golgotha simbolico, si vede tutto il meraviglioso paesaggio dell'alta Val Rendena. La prima menzione documentata di questa chiesa risale al 1244, in una pergamena, conservata presso la chiesa di Giustino. Nella prima metà del Quattrocento è avvenuta la trasformazione dell'edificio antico, con la sua attuale orientazione non più verso est, ma verso sud, e nel 1454 ebbe luogo la riconsacrazione della chiesa nella sua struttura attuale. Nel 1736 Carisolo divenne curazia autonoma e nel 1751 fu aperta al culto la sua attuale chiesa parrocchiale di San Nicolò[10]. Santo Stefano divenne da allora chiesa cimiteriale. La struttura architettonica è sostanzialmente di stile gotico ma con modifiche dovute alle circostanze ambientali in cui è stata realizzata. Anche se la chiesa ha una sua valenza architettonica e storica, sono i dipinti di Simone II Baschenis che danno a Santo Stefano il suo particolare valore artistico e che in genere maggiormente interessano il visitatore. Di particolare interesse sono gli affreschi dei Profeti (fra i quali si riconosce Daniele) e Re di Israele. Sulla parete di sinistra si può ammirare un affresco, che rappresenta la Madonna con il Bambino, dai lineamenti molto fini e delicati, che ricordano la pittura rinascimentale. La parete destra presenta tre fasce di affreschi: in alto l'Ultima Cena, sotto una schiera di Santi, e più in basso ancora un piccolo Gesù Bambino. L'Ultima Cena, tipica dei Baschenis, ha elementi che si ripetono in diverse altre opere di questi pittori in altre chiese sia del Trentino che del Bergamasco. La prospettiva è ancora primitiva e rudimentale, tutti gli apostoli siedono da un lato della tavola, coperta da una tovaglia bianca e da cibi simbolici. Singolare è qui la presenza di un personaggio in più: vi sono 12 persone a tavola più una figura in primo piano che riceve la comunione dal Cristo. Questa figura è presumibilmente Giuda Iscariota.
- Eremo di San Martino, si trova all’imbocco della Val Genova, sulle pendici meridionali del Monte Lancia, a 1226 metri di quota. Esistente già nel 1312, fu sede di eremitaggio fino al XVIII secolo. Annualmente vi si celebra una messa in occasione della festa di San Martino. Dal piccolo piazzale antistante si può ammirare un panorama unico, con le cime del Brenta e la piana del Sarca [11].

## Società

### Evoluzione demografica
Abitanti censiti

## Cultura

### Letteratura
Il paese di Carisolo è al centro del romanzo La penna del Corvo Bianco di Stefano Squassina. Il protagonista del racconto e il suo gruppo di amici nativi del luogo, sono reclutati allo scoppio della prima guerra mondiale e combatteranno tra le montagne della Val Genova. Durante il corso del romanzo, vengono esplorati anche luoghi di interesse del paese, come per esempio la chiesa di Santo Stefano, l'antica vetraria e la chiesa della Beata Vergine del Potere. 
Il paese, viene descritto così all'interno delle pagine: «Carisolo era l'ultimo villaggio della Val Rendena, ai piedi di due cime imponenti (la Lancia e la Pala) e poco distava dal ghiacciaio dell'Adamello».

## Amministrazione
Consiglio comunale.
Il Comune è amministrato da una lista civica eletta nel mese di ottobre del 2020 (scadenza maggio 2025).
Il Sindaco attuale, a partire dall'anno 2010, è Arturo Povinelli.
Dal 1992 al 2010 il comune era stato guidato dal sindaco Diego Tisi

### Gemellaggi
- Daun

## Sport
La squadra di calcio a 5 maschile di Carisolo disputa attualmente il campionato di Serie D girone C del Trentino Alto Adige.
Il paese ha anche una squadra femminile.
La squadra di calcio a 11 invece è denominata U.S. Carisolo e gioca nel campionato di Prima Categoria trentina.